# Kanton Cesson-Sévigné
Der Kanton Cesson-Sévigné war bis 2015 ein französischer Wahlkreis im Arrondissement Rennes, im Département Ille-et-Vilaine und in der Region Bretagne; sein Hauptort war Cesson-Sévigné. 

## Geschichte
Der Kanton entstand 1991 aus Teilen des bisherigen Kantons Rennes-VI. Von 1991 bis 2015 gehörten zwei Gemeinden zum Kanton Cesson-Sévigné. Mit der Neuordnung der Kantone in Frankreich wurde der Kanton 2015 aufgelöst und die Gemeinden wechselten zu anderen Kantonen.

## Lage
Der Kanton Cesson-Sévigné lag im Zentrum des Départements Ille-et-Vilaine nordöstlich von Rennes. 

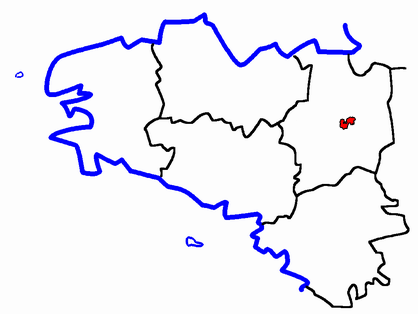
Lage des Kantons Cesson-Sévigné innerhalb der Bretagne

## Gemeinden
| Gemeinde       | Bretonisch      | Einwohner (2022) | Fläche (km²) | Code postal | Code Insee |
| -------------- | --------------- | ---------------- | ------------ | ----------- | ---------- |
| Acigné         | Egineg          | 6.911            | 29.55        | 35690       | 35001      |
| Cesson-Sévigné | Saozon-Sevigneg | 18.076           | 32.14        | 35510       | 35051      |
| Kanton         | Saozon-Sevigneg | 22.481           | 61.69        | -           | 3553       |

## Bevölkerungsentwicklung
| 1999   | 2006   | 2012   |
| ------ | ------ | ------ |
| 19.590 | 21.412 | 22.481 |

## Politik
Der Kanton hatte bis zu seiner Auflösung folgende Abgeordnete im Rat des Départements:  
| Vertreter im conseil général des Départements | Vertreter im conseil général des Départements | Vertreter im conseil général des Départements |
| Amtszeit                                      | Name                                          | Partei                                        |
| --------------------------------------------- | --------------------------------------------- | --------------------------------------------- |
| 1985–1998                                     | Roger Belliard                                | DVD                                           |
| 1998–2011                                     | Guy Jouhier                                   | PS                                            |
| 2011–2015                                     | Bernard Marquet                               | PS                                            |